# Ibn Razqa
Abdallah bin Muhammad bin al-Qdadi 'Abdallah (mất năm 1731 CN), được biết đến nhiều hơn với tên gọi Ibn Razqa, là một nhà thơ và học giả người Mauritanie. Ông đôi khi được coi là "cha đẻ của các nhà thơ Mauritania". Ông là cháu trai của Abd-Allah al-Qadi (còn được gọi là Qadi Shinqit). Một tiểu sử ngắn của Ibn Razqa có trong phần đầu của Al-Wasit bởi Ahmad ibn al-Amin al-Shinqiti.